# Manifest för en bättre ljudmiljö
Manifest för en bättre ljudmiljö är ett manifest publicerat av Kungliga Musikaliska Akademien 1995 i Svenska ljudlandskap: om hörseln, bullret och tystnaden.
Manifestet uppmärksammar akuta ljud- och bullerfrågor och föreslår åtgärder. Det har utarbetats av Stig Arlinger, Bengt Holmstrand, Henrik Karlsson, Leo Nilsson, Ludvig Rasmusson, Torbjörn Stockfelt, Ola Stockfelt och Mikael Strömberg.